# Weltrekorde bei den Olympischen Sommerspielen 2008
Während der Olympischen Spiele 2008 in Peking wurden etliche Weltrekorde aufgestellt. Einige Rekorde waren durch die Einnahme von Dopingmitteln zustande gekommen.

## Bogenschießen
| Klasse       | Datum      | Weltrekord | Weltrekordhalter                                | Ex-Weltrekord | Ex-Weltrekordhalter                         | Ort, Datum           |
| ------------ | ---------- | ---------- | ----------------------------------------------- | ------------- | ------------------------------------------- | -------------------- |
| Mannschaft F | 10.08.2008 | 231 Ringe  | SüdkoreaJoo Hyun-jung Park Sung-hyun Yun Ok-hee | 228 Ringe     | SüdkoreaYun Ok-hee Yun Mi-jin Lee Tuk-young | Shanghai, 29.09.2006 |

## Gewichtheben
| Klasse              | Datum      | Weltrekord | Weltrekordhalter | Ex-Weltrekord | Ex-Weltrekordhalter | Ort, Datum                |
| ------------------- | ---------- | ---------- | ---------------- | ------------- | ------------------- | ------------------------- |
| -85 kg M Zweikampf  | 15.08.2008 | 394 kg     | Andrej Rybakou   | 393 kg        | Andrej Rybakou      | Chiang Mai, 21.09.2007    |
| -105 kg M Zweikampf | 18.08.2008 | 436 kg     | Andrej Aramnau   | 430 kg        | Denis Gotfrid       | Athen, 28.11.1999         |
| -105 kg M Reißen    | 18.08.2008 | 200 kg     | Andrej Aramnau   | 199 kg        | Marcin Dolega       | Władysławowo, 06.05.2006  |
| -69 kg F Zweikampf  | 13.08.2008 | 286 kg     | Liu Chunhong     | 276 kg        | Oxana Sliwenko      | Chiang Mai, 24.09.2007    |
| -69 kg F Reißen     | 13.08.2008 | 128 kg     | Liu Chunhong     | 123 kg        | Oxana Sliwenko      | Santo Domingo, 04.10.2006 |
| -69 kg F Stoßen     | 13.08.2008 | 158 kg     | Liu Chunhong     | 157 kg        | Tsarema Kasajewa    | Doha, 13.11.2005          |
| 75+ kg F Zweikampf  | 16.08.2008 | 326 kg     | Jang Mi-ran      | 319 kg        | Mu Shuangshuang     | Chiang Mai, 25.09.2007    |
| 75+ kg F Reißen     | 16.08.2008 | 140 kg     | Jang Mi-ran      | 139 kg        | Mu Shuangshuang     | Doha, 06.12.2006          |
| 75+ kg F Stoßen     | 16.08.2008 | 186 kg     | Jang Mi-ran      | 182 kg        | Tang Gonghong       | Athen, 21.08.2004         |

## Leichtathletik
| Disziplin        | Datum      | Weltrekord  | Weltrekordhalter                                           | Ex-Weltrekord | Ex-Weltrekordhalter                                       | Ort, Datum            |
| ---------------- | ---------- | ----------- | ---------------------------------------------------------- | ------------- | --------------------------------------------------------- | --------------------- |
| 100 m M          | 16.08.2008 | 9,69 s      | Usain Bolt                                                 | 9,72 s        | Usain Bolt                                                | New York, 31.05.2008  |
| 200 m M          | 20.08.2008 | 19,30 s     | Usain Bolt                                                 | 19,32 s       | Michael Johnson                                           | Atlanta, 01.08.1996   |
| 4 × 100 m M      | 22.08.2008 | 37,10 s     | JamaikaNesta Carter Michael Frater Usain Bolt Asafa Powell | 37,40 s       | USAMichael Marsh Leroy Burrell Dennis Mitchell Carl Lewis | Barcelona, 08.08.1992 |
| 4 × 100 m M      | 22.08.2008 | 37,10 s     | JamaikaNesta Carter Michael Frater Usain Bolt Asafa Powell | 37,40 s       | USAJon Drummond Andre Cason Dennis Mitchell Leroy Burrell | Stuttgart, 21.10.1993 |
| 3000 m F         | 20.08.2008 | 8:58,81 min | Gulnara Galkina                                            | 9:01,59 min   | Gulnara Galkina                                           | Iraklio, 04.07.2004   |
| Stabhochsprung F | 18.08.2008 | 5,05 m      | Jelena Issinbajewa                                         | 5,04 m        | Jelena Issinbajewa                                        | Monaco, 29.07.2008    |

## Radsport
| Disziplin         | Datum      | Weltrekord   | Weltrekordhalter                                                            | Ex-Weltrekord | Ex-Weltrekordhalter                                                         | Ort, Datum             |
| ----------------- | ---------- | ------------ | --------------------------------------------------------------------------- | ------------- | --------------------------------------------------------------------------- | ---------------------- |
| Team-Verfolgung M | 17.08.2008 | 3:55,202 min | Vereinigtes KönigreichEd Clancy Paul Manning Geraint Thomas Bradley Wiggins | 3:56,322 min  | Vereinigtes KönigreichEd Clancy Paul Manning Geraint Thomas Bradley Wiggins | Manchester, 27.03.2008 |
| Team-Verfolgung M | 18.08.2008 | 3:53,314 min | Vereinigtes KönigreichEd Clancy Paul Manning Geraint Thomas Bradley Wiggins | 3:55,202 min  | Vereinigtes KönigreichEd Clancy Paul Manning Geraint Thomas Bradley Wiggins | Peking, 17.08.2008     |

## Schießen
| Disziplin         | Datum      | Weltrekord            | Weltrekordhalter | Weltrekord                                                    | Weltrekord                                                    | Weltrekord                                                    |
| ----------------- | ---------- | --------------------- | ---------------- | ------------------------------------------------------------- | ------------------------------------------------------------- | ------------------------------------------------------------- |
| Luftgewehr 10 m F | 17.08.2008 | 400 Ringe im Vorkampf | Kateřina Emmons  | WR eingestellt. 400 Ringe wurden zuvor schon 13-mal erreicht. | WR eingestellt. 400 Ringe wurden zuvor schon 13-mal erreicht. | WR eingestellt. 400 Ringe wurden zuvor schon 13-mal erreicht. |

## Schwimmen
| Disziplin             | Datum      | Weltrekord  | Weltrekordhalter                                                        | Ex-Weltrekord | Ex-Weltrekordhalter                                                     | Ort, Datum            |
| --------------------- | ---------- | ----------- | ----------------------------------------------------------------------- | ------------- | ----------------------------------------------------------------------- | --------------------- |
| 100 m Freistil M      | 11.08.2008 | 47,24 s     | Eamon Sullivan                                                          | 47,50 s       | Alain Bernard                                                           | Eindhoven, 22.03.2008 |
| 100 m Freistil M      | 13.08.2008 | 47,20 s     | Alain Bernard                                                           | 47,24 s       | Eamon Sullivan                                                          | Peking, 11.08.2008    |
| 100 m Freistil M      | 13.08.2008 | 47,05 s     | Eamon Sullivan                                                          | 47,20 s       | Alain Bernard                                                           | Peking, 13.08.2008    |
| 200 m Freistil M      | 14.08.2008 | 1:42,96 min | Michael Phelps                                                          | 1:43,86 min   | Michael Phelps                                                          | Melbourne, 27.03.2007 |
| 100 m Rücken M        | 12.08.2008 | 52,54 s     | Aaron Peirsol                                                           | 52,89 s       | Aaron Peirsol                                                           | Omaha, 01.07.2008     |
| 200 m Rücken M        | 15.08.2008 | 1:53,94 min | Ryan Lochte                                                             | 1:54,32 min   | Ryan Lochte                                                             | Melbourne, 30.03.2007 |
| 200 m Rücken M        | 15.08.2008 | 1:53,94 min | Ryan Lochte                                                             | 1:54,32 min   | Aaron Peirsol                                                           | Omaha, 04.07.2008     |
| 100 m Brust M         | 11.08.2008 | 58,91 s     | Kōsuke Kitajima                                                         | 59,13 s       | Brendan Hansen                                                          | Irvine, 01.08.2006    |
| 200 m Schmetterling M | 13.08.2008 | 1:52,03 min | Michael Phelps                                                          | 1:52,09 min   | Michael Phelps                                                          | Melbourne, 28.03.2007 |
| 200 m Lagen M         | 15.08.2008 | 1:54,23 min | Michael Phelps                                                          | 1:54,80 min   | Michael Phelps                                                          | Omaha, 04.07.2008     |
| 400 m Lagen M         | 10.08.2008 | 4:03,84 min | Michael Phelps                                                          | 4:05,25 min   | Michael Phelps                                                          | Omaha, 29.06.2008     |
| 4 × 100 m Freistil M  | 10.08.2008 | 3:12,23 min | USANathan Adrian Cullen Jones Ben Wildman-Tobriner Matt Grevers         | 3:12,46 min   | USAMichael Phelps Neil Walker Cullen Jones Jason Lezak                  | Victoria, 19.08.2006  |
| 4 × 100 m Freistil M  | 11.08.2008 | 3:08,24 min | USAMichael Phelps Garrett Weber-Gale Cullen Jones Jason Lezak           | 3:12,23 min   | USANathan Adrian Cullen Jones Ben Wildman-Tobriner Matt Grevers         | Peking, 10.08.2008    |
| 4 × 200 m Freistil M  | 13.08.2008 | 6:58,56 min | USAMichael Phelps Ryan Lochte Ricky Berens Peter Vanderkaay             | 7:03,24 min   | USAMichael Phelps Ryan Lochte Klete Keller Peter Vanderkaay             | Melbourne, 30.03.2007 |
| 4 × 100 m Lagen M     | 17.08.2008 | 3:29,34 min | USAAaron Peirsol Brendan Hansen Michael Phelps Jason Lezak              | 3:30,68 min   | USAAaron Peirsol Brendan Hansen Ian Crocker Jason Lezak                 | Athen, 21.08.2004     |
| 200 m Freistil F      | 11.08.2008 | 1:55,45 min | Federica Pellegrini                                                     | 1:55,52 min   | Laure Manaudou                                                          | Melbourne, 28.03.2007 |
| 200 m Freistil F      | 13.08.2008 | 1:54,82 min | Federica Pellegrini                                                     | 1:55,45 min   | Federica Pellegrini                                                     | Peking, 11.08.2008    |
| 800 m Freistil F      | 16.08.2008 | 8:14,10 min | Rebecca Adlington                                                       | 8:16,22 min   | Janet Evans                                                             | Tokio, 20.08.1989     |
| 100 m Rücken F        | 11.08.2008 | 58,77 s     | Kirsty Coventry                                                         | 58,97 s       | Natalie Coughlin                                                        | Omaha, 01.07.2008     |
| 200 m Rücken F        | 16.08.2008 | 2:05,24 min | Kirsty Coventry                                                         | 2:06,09 min   | Margaret Hoelzer                                                        | Omaha, 05.07.2008     |
| 200 m Brust F         | 15.08.2008 | 2:20,22 min | Rebecca Soni                                                            | 2:20,54 min   | Leisel Jones                                                            | Melbourne, 01.02.2006 |
| 200 m Schmetterling F | 14.08.2008 | 2:04,18 min | Liu Zige                                                                | 2:05,40 min   | Jessicah Schipper                                                       | Victoria, 17.08.2006  |
| 200 m Lagen F         | 13.08.2008 | 2:08,45 min | Stephanie Rice                                                          | 2:08,92 min   | Stephanie Rice                                                          | Sydney, 25.03.2008    |
| 400 m Lagen F         | 10.08.2008 | 4:29,45 min | Stephanie Rice                                                          | 4:31,12 min   | Katie Hoff                                                              | Omaha, 29.06.2008     |
| 4 × 200 m Freistil F  | 14.08.2008 | 7:44,31 min | AustralienStephanie Rice Bronte Barratt Kylie Palmer Linda Mackenzie    | 7:50,09 min   | USANatalie Coughlin Dana Vollmer Lacey Nymeyer Katie Hoff               | Melbourne, 29.03.2007 |
| 4 × 100 m Lagen F     | 17.08.2008 | 3:52,69 min | AustralienEmily Seebohm Leisel Jones Jessicah Schipper Lisbeth Trickett | 3:55,74 min   | AustralienEmily Seebohm Leisel Jones Jessicah Schipper Lisbeth Trickett | Melbourne, 31.03.2007 |